# Slaget ved Savoøen
Slaget ved Savoøen eller slaget ved Savo Island var et søslag, som blev udkæmpet i Stillehavskrigen under 2. verdenskrig. Det blev udkæmpet mellem flådestyrker fra den kejserlige japanske flåde og de Vestallierede. Slaget fandt sted den 8. – 9. august 1942 og var det første store søslag under slaget om Guadalcanal. Det var det første af mange søslag, som blev udkæmpet i det, som på grund af de mange sunkne krigsskibe kom til at hedde Ironbottom Sound, nær øen Guadalcanal. Slaget var det første af fem store søslag og sø- og luftslag, som fik betydning for landslaget på selve Guadalcanal, da japanerne forsøgte at imødegå den amerikanske offensiv i Stillehavet. Disse intense søslag fandt sted med korte mellemrum, som voksede til længere og længere mellemrum i takt med at begge sider havde behov for at omgruppere og reparere, og fortsatte indtil slaget ved Tassafaronga den 30. november 1942. Herefter måtte japanerne i betragtning af de stadig større tab, forsøge at overføre forsyninger til tropperne på Guadalcanal med undervandsbåde og pramme indtil det sidste store søslag – slaget ved Rennell Island fandt sted den 29. – 30. januar 1943 mens de forsøgte at trække sig tilbage og evakuere deres resterende landstyrker.
Som reaktion på den allierede landgang på de østlige Salomonøer sejlede viceadmiral Gunichi Mikawa sin eskadre af 7 krydsere og en destroyer ned gennem New Georgia Sound (også kaldet "the Slot") fra de japanske baser på New Britain og New Ireland for at angribe den allierede landgangsflåde og dens eskorte. Eskorten bestod af 8 krydsere og 15 destroyere under den britiske kontreadmiral Victor Crutchley VC, men kun 5 krydsere og syv destroyere var involveret i slaget. Mikawa overraskede den allierede styrke og slog den på flugt mens han sænkede en australsk og tre amerikanske krydsere. Japanerne led selv kun små skader. Straks efter slaget trak Mikawas styrke sig tilbage uden at forsøge at ødelægge de allierede transportskibe, som var involveret i landgangen.
De resterende allierede krigsskibe og amfibiestyrker trak sig tilbage fra Salomonøerne og overlod midlertidigt kontrollen over farvandet omkring Guadalcanal til japanerne. Allierede landstyrker var gået i land på Guadalcanal og omkringliggende øer blot to dage tidligere. Tilbagetrækningen af flåden efterlod dem i en prekær situation, hvor de knap nok havde tilstrækkelige forsyninger, udstyr og fødevarer til at holde deres brohoved. Mikawas undladelse af at ødelægge de allierede transportskibe da han havde chancen skulle vise sig at være en vigtig strategisk fejltagelse for japanerne, da det tillod de allierede at fastholde deres fodfæste på Guadalcanal til sidst komme sejrrige ud af kampen.

## Baggrund

### Operationer ved Guadalcanal
den 7. august 1942 gik allierede styrker i land på Guadalcanal, Tulagi og Floridaøerne i de østlige Salomonøer. Landsætningerne havde til formål at forhindre japanerne i at etablere baser, især den næsten færdige flyveplads på Guadalcanal, for fra de østlige Salomonøer kunne japanske fly og flådestyrker true forsyningsruterne mellem USA og Australien. De allierede ønskede også selv at bruge øerne som udgangspunkt for et felttog der skulle generobre Salomonøerne, isolere eller erobre den store japanske baser i Rabaul, og støtte det allierede felttog på Ny Guinea, som dengang voksede i styrke under General Douglas MacArthur. Landsætningerne blev indledningen på det seks måneder lange slag om Guadalcanal.
Den øverstkommanderende for de allierede flådestyrker i operationerne ved Guadalcanal og Tulagi var den amerikanske viceadmiral Frank Jack Fletcher. Han havde også kommandoen over hangarskibsgrupperne, som ydede flystøtte. Den amerikanske kontreadmiral Richmond K. Turner havde kommandoen over landgangsflåden, som landsatte de 16.000 allierede tropper på Guadalcanal og Tulagi.:14  Den britiske admiral Victor Crutchleys beskyttende styrke af 8 krydsere, 15 destroyere og fem minestrygere var også underlagt Turner. Styrken skulle beskytte Turners skibe og yde artilleristøtte under landsætningerne. Crutchley ledede sin styrke af fortrinsvis amerikanske skibe fra sit flagskib, den tunge australske krydser HMAS Australia.:621–4 
De allierede landsætninger kom som en overraskelse for japanerne. De allierede sikrede sig Tulagi og de nærliggende småøer Gavutu og Tanambogo samt den næsten færdige flyveplads på Guadalcanal inden det blev aften den 8. august.:14–5  Den 7. august og 8. august angreb japanske fly fra Rabaul den allierede flådestyrke adskillige gange og satte det amerikanske transportskib USS George F. Elliott i brand (det sank senere) og beskadigede destroyeren USS Jarvis svært.:90–103  Under disse angreb mistede japanerne 36 fly mens amerikanerne mistede 19, herunder 14 jagerfly fra hangarskibene.:80 
Fletcher var betænkelig ved tabene af jagerfly, meget nervøs over truslen mod hans hangarskibe fra yderligere japanske luftangreb og bekymret over sine skibes brændstofbeholdninger, og meddelte at han ville trække hangarskibene tilbage om aftenen den 8. august.
Nogle historikere hævder at brændstofsituationen slet ikke var alvorlig, men at Fletcher brugte det som undskyldning for at trække sig tilbage fra kampområdet.:104–5 :94 :28  Fletchers levnedsbeskriver bemærker, at Fletcher konkluderede at landsætningerne var lykkedes, og at der ikke var vigtige mål tilbage for flyene. Men bekymret over tabet af 21 af hans jagerfly, vurderede han, at hans hangarskibe var truet af angreb fra torpedobombefly og han ønskede at få fyldt brændstofreserverne op inden japanernes flådestyrker ankom, og derfor trak han sig tilbage, som han tidligere havde advaret Turner og Vandegrift om. Turner troede imidlertid, at Fletcher forstod at han skulle yde flystøtte indtil alle transportskibene var blevet losset den 9. august.
Selv om losningen foregik langsommere end planlagt, besluttede Turner at uden flystøtte måtte han trække sine skibe bort fra Guadalcanal. Han planlagde at losse så meget som muligt i løbet af natten og afsejle den følgende dag.:59 

### Japansk reaktion
Japanerne var ikke forberedt på den allierede operation ved Guadalcanal, og den indledende japanske reaktion bestod af luftangreb og et forsøg på forstærkning. Mikawa, som havde kommandoen over den nyligt dannede 8. flåde med hovedkvarter i Rabaul, afsendte 519 marinesoldater på to transportskibe til Guadalcanal den 7. august. Da japanerne fandt ud af, at de allierede styrker på Guadalcanal var stærkere end oprindelig rapporteret, blev skibene kaldt tilbage.:87 :126 
Mikawa samlede også alle til rådighed stående krigsskibe i området til et angreb mod de allierede styrker på Guadalcanal. Ved Rabaul lå den tunge krydser Chōkai, som var Mikawas flagskib, de lette krydsere Tenryū og Yubari samt destroyeren Yunagi. På vej fra Kavieng var fire tunge krydsere fra krydserdivision 6 under kontreadmiral Aritomo Goto: Aoba, Furutaka, Kako og Kinugasa.:193–4 :21 
Den japanske flåde havde trænet meget i natkamptaktik inden krigen, noget de allierede ikke var klar over.:43–4  Mikawa håbede på at komme i kamp med de allierede flådestyrker ud for Guadalcanal og Tulagi om natten mellem den 8. og den 9. august, hvor han kunne anvende sin natkamps ekspertise samtidig med at han undgik angreb fra allierede fly, som ikke kunne operere effektivt om natten. Mikawas krigsskibe mødtes på havet nær Kap St. George om aftenen den 7. august og stævnede herefter mod sydøst.:19 :21 

## Slaget

### Optakt
Mikawa besluttede at sejle sin eskadre nord om Buka Island og derpå ned langs kysten af Bougainville. Flåden blev liggende i seks timer øst for Kieta om morgenen den 8. august. (Dette ville forhindre luftangreb i dagslys under når de nærmede sig Guadalcanal.):126  Derpå skulle de fortsætte ned gennem den farlige kanal, der blev kaldt "The Slot" (revnen), men hans håbede, at ingen allierede fly fik øje på eskadren mens lyset svandt. Den japanske flåde blev imidlertid sigtet i St George kanalen, hvor deres kolonne næsten stødte på USS S-38, der lå i baghold. Den var for tæt på til at kunne affyre torpedoer, men kaptajnen, orlogskaptajn H.G. Munson, meddelte over radioen: To destroyere og tre større skibe af ukendt type på kurs en fire nul i høj fart 8 miles vest for Kap St George":355 
Da de var nået til Bougainville, spredte Mikawa sine skibe ud over et stort område for at skjule sammensætningen af sin styrke og opsendte fire vandflyvere fra sine krydsere for at holde udkig efter allierede skibe i de sydlige af Salomonøerne.
Klokken 10.20 og 11.10 blev hans skibe observeret af australske Hudson rekognosceringsmaskiner fra Milne Bay på Ny Guinea.:88  Den første Hudson identificerede dem fejlagtigt som: "tre krydsere, tre destroyere og 2 flyvebådstendere". (Bemærk: Nogle fremstiller anfører at den første Hudson identificerede de fjendtlige skibe korrekt, men at sammensætningen af den fjendtlige styrke blev ændret i forhold til flybesætningens rapport af efterretningsofficerer i Milne Bay.) Hudsonflyets besætning forsøgte at rapportere observationen til den allierede radiostation ved Fall River, Ny Guinea. Da de ikke fik nogen bekræftelse, vendte de tilbage til Milne Bay kl. 12.42 for at sikre at rapporten blev modtaget så hurtigt som muligt. Den anden Hudson fik heller ikke afleveret sin rapport over radio, men afsluttede sin patrulje og landede ved Milne Bay kl. 15.00. Den rapporterede, at den havde set "to tunge krydsere, to lette krydsere og en af ukendt type". Af ukendte årsager blev disse rapporter ikke videresendt til den allierede flåde ud for Guadalcanal før kl. 18.45 og 21.30.:139–50 
Mikawas flyvebåde vendte tilbage kl. 12. og rapporterede om to grupper af allierede skibe, en ud for Guadalcanal og en ud for Tulagi. Han samlede igen sine krigsskibe og indledte den sidste etape mod Guadalcanal, idet han kom ind i the Slot nær Choiseul kl. 16 den 8. august. Mikawa udsendte følgende slagplan til sine krigsskibe: "I fuld fart vil vi sejle fra syd for Savoøen og torpedere fjendens hovedstyrke ud for ankerpladsen ved Guadalcanal. Herefter vil vi dreje mod det fremskudte område ved Tulagi for at beskyde og torpedere fjenden. Vi vil derpå trække os tilbage nord om Savoøen.":20 
Mikawas tur ned gennem the Slot blev ikke opdaget af allierede styrker. Turner havde anmodet om at den amerikanske admiral John S. McCain, Sr., der var chef for de allierede luftstyrker i det sydlige Stillehav, gennemførte ekstra rekognosceringsflyvninger over the Slot om eftermiddagen den 8. august, men af uopklarede årsager gav McCain ikke ordre til noget sådan, og han meddelte heller ikke Turner at de ikke blev gennemført. Turner troede derfor fejlagtigt at the Slot var under allieret observation hele dagen.:89–92 
For at beskytte de lossende transportskibe om natten opdelte Crutchley de allierede krigsskibe i tre grupper. En sydlig gruppe med de australske krydsere Australia og Canberra, krydseren USS Chicago samt destroyerne Patterson og Bagley patruljerede mellem Lunga Point og Savoøen for at blokere indsejlingen mellem Savoøen og Kap Esperance på Guadalcanal. En nordlig gruppe bestående af krydserne USS Vincennes, Astoria og Quincy samt destroyerne Helm og Wilson, gennemførte en kasseformet patruljefart mellem ankerpladsen ved Tulagi og Savoøen for at forsvare passagen mellem Savo og Floridaøerne. En østlige gruppe med krydserne USS San Juan og HMAS Hobart samt to amerikanske destroyere bevogtede den østlige indsejling til sundet mellem Floridaøerne og Guadalcanal.:195  Crutchley placerede to amerikanske destroyere med radar vest for Savo for at give forvarsel om japanske skibe, der nærmede sig. Destroyeren USS Ralph Talbot patruljerede den nordlige passage og destroyere USS Blue patruljerede i den sydlige passage med et hul på 12-30 km mellem deres ukoordinerede patruljemønstre. På dette tidspunkt var de allierede uvidende om alle de begrænsninger, som deres primitive skibsradar havde, såsom at effektiviteten af radaren kunne reduceres kraftigt af landmasser i nærheden.:99  I bekymring over den potentielle trussel fra japanske undervandsbåde mod transportskibene placerede Crutchley sine resterende syv destroyere som nær-beskyttelse omkring de to ankerpladser for transportskibe.:80–1 
Besætningerne på de allierede skibe var trætte efter to dages konstant årvågenhed og indsats som støtte for landsætningerne. Hertil kom at vejret var ekstremt varmt og fugtigt, hvilket medførte yderligere træthed, og som Samuel Eliot Morison skrev: "indbød trætte søfolk til slaphed". Som følge heraf gik de fleste af Crutchleys krigsskibe ned på forhøjet beredskab om aftenen den 8. august, således at halvdelen af besætningen var på vagt mens den anden halvdel hvilede sig i deres køjer ved eller i nærheden af deres pladser i kamp.:32 
Om aftenen indkaldte Turner til en konference på sin flagskib ud for Guadalcanal med Crutchley og marineinfanteriets chef generalmajor Alexander A. Vandegrift for at diskutere afsejlingen af Fletchers hangarskibe og den heraf følgende plan for tilbagetrækning af transportskibene. Kl. 20.55 forlod Crutchley den sydlige gruppe i Australia for at deltage i konferencen, og overlod kommandoen over den sydlige gruppe til kommandør Howard D. Bode på Chicago. Crutchley meddelte ikke cheferne for de andre grupper om hans fravær, hvilket yderligere bidrog til opløsning af kommandostrukturen. Bode, som blev vækket mens han sov i sin kahyt, valgte ikke at lægge sit skib i spidsen for den sydlige gruppe, hvilket ellers var den sædvanlige plads for den øverstkommanderendes skib, og lagde sig til at sove igen. På konferencen diskuterede Turner, Crutchley og Vandegrift rapporterne om flyvebådstender-styrken, som var blevet rapporteret set af den australske Hudson-besætning tidligere på dagen. De besluttede, at den ikke ville være en trussel den nat, fordi flyvebådstendere normalt ikke deltager i overfladeslag. Vandegrift sagde, at han havde behov for at inspicere losningen ved Tulagi inden han kunne anbefale et tidspunkt hvor transportskibene kunne afsejle, og han tog af sted ved midnat for at gennemføre inspektionen. Crutchley valgte ikke at vende tilbage med Australia til den sydlige styrke, men placerede sit skib lige udenfor transportskibenes ankerplads på Guadalcanal uden at informere de andre allierede skibschefer om sine hensigter eller placering.:96–7 
Da Mikawas styrke nærmede sig Guadalcanal området, opsendte de japanske skibe tre flyvebåde for at gennemføre en sidste rekognoscering af de allierede skibe og illuminerede dem ved at nedkaste lysblus under det kommende slag.
Selv om flere allierede skibe hørte eller så en eller flere af disse flybebåde efter kl. 23.45 den 8. august, var der ingen af dem som fortolkede tilstedeværelsen af ukendte fly i området som en trussel, der skulle reageres på, og ingen rapporterede observationerne til Crutchley eller Turner.:165–6 
Mikawas styrke nærmede sig i en 3 km lang enkeltkolonne anført af Chōkai efterfulgt af Aoba, Kako, Kinugasa, Furutaka, Tenryū, Yubari og Yunagi. På et tidspunkt mellem 0.44 og 0.54 opdagede udkiggen på Mikawas skibe Blue omkring 9 km forude for den japanske kolonne.:197 

### Kampen syd for Savo
For at undgå USS Blue skiftede Mikawa kurs så han passerede nord om Savo.:36  Han gav også sine skibe ordre til at mindske fart til 22 knob for at det kølvand, som ellers kunne gøre skibene mere synlige.:103  Fire minutter senere opdagede Mikawas udkig enten Ralph Talbot omkring 16 km borte eller en lille skonnert af ukendt nationalitet.:171 :103  De japanske skibe holdt deres kurs mens mere end 50 kanoner var rettet mod Blue og parat til at åbne ild ved den mindske antydning af at Blue havde fået øje på dem.:36  Da Blue var under 2 km fra Mikawas styrke, ændrede den pludselig kurs, efter at være nået til kanten af sit patruljeområde og sejlede bort, tilsyneladende uden at have set den lange kolonne af store japanske skibe, som sejlede forbi.:171–3  Da han så, at hans skibe stadig ikke var blevet opdaget, drejede Mikawa tilbage på en kurs syd om Savo øen og øgede kursen til først 26 knob og senere 30 knob. Klokken 1.25 frigav Mikawa sine skibe, så de kunne operere uafhængigt af flagskibet, og kl. 1.31 beordrede han: "Alle skibe angrib".:197 
På omkring dette tidspunkt forlod Yunagi den japanske kolonne og skiftede kurs, måske fordi den mistede kontakten med de andre japanske skibe, eller måske fik den ordre til at fungere som bagtrop for Mikawas styrke. Et minut senere fik den japanske udkig øje på et krigsskib om bagbord. Dette skib var destroyeren Jarvis, som var blevet stærkt beskadiget dagen før og nu afsejlede fra Guadalcanal på egen hånd for at blive repareret i Australien. Om Jarvis havde opdaget de japanske skibe vides ikke, da dens radioer var blevet ødelagt. Furutaka afskød torpedoer mod Jarvis, men de ramte alle forbi.:103–4  De japanske skibe passere de blot 1.100 meter fra Jarvis, tæt nok til at officererne på Tenryū kunne se ned på destroyerens dæk uden at se nogen frea besætningen. Hvis Jarvis var klar over at de japanske skibe passerede forbi, reagerede den ikke på nogen synlig måde.:176–7 
To minutter efter at have opdaget Jarvis opdagede den japanske udkig de allierede destroyere og krydsere fra den sydlige styrke omkring 12.500 meter borte, som kunne ses i silhuet foran den brændende George F. Elliot.:178  Nogle minutter senere, omkring kl. 1.38, begyndte de japanske krydsere at affyre grupper af torpedoer mod de allieredes sydlige styrke.:36–7  På samme tidspunkt opdagede udkiggen på Chōkai skibene i den nordlige styrke fra en afstand på 16 km.:104  Chōkai skiftede kurs for at møde denne nye trussel, og resten af den japanske kolonne fulgte efter, mens de stadig forberedte sig på at angribe de allieredes sydlige styrke med kanonild.:179–80 
Pattersons besætning var opmærksom fordi destroyerens kaptajn havde taget observationerne af japanske krigsskibe tidligere på dagen og aftenens observationer af ukendte fly alvorligt, og meddelt sin besætning, at de skulle være klar til kamp. Klokken 1.43 opdagede Patterson et skib, formentlig Kinugasa, 5.000 meter foran sig, og sendte straks en advarsel over radioen og med signallampe: "Advarsel! Advarsel! Underlige skibe sejler ind i havnen!" Patterson satte farten op til maksimum og afskød lysgranater mod den japanske kolonne. Kaptajnen beordrede et torpedoangreb, men hans ordre blev ikke hørt på grund af støjen fra destroyerens kanoner.:206–7 
På nogenlunde sammen tidspunkt som Patterson opdagede de japanske skibe og gik til angreb, kastede de japanske flyvebåde, som var over området, signalblus direkte over Canberra and Chicago efter ordre fra Mikawa:37  Canberra reagerede straks ved at kommandør Frank Getting gav ordre til at sætte hastigheden op, ændre kurs så Canberra forblev mellem japanerne og de allierede transportskibe, og til at kanonerne måtte beskyde alle mål, der måtte præsentere sig.:180–4  Mindre end et minut senere mens Canberras kanoner sigtede på japanerne åbnede Chōkai og Furutaka ild på den og ramte flere gange i løbet af få sekunder. Aoba og Kako sluttede sig til beskydningen og i løbet af de næste tre minutter blev Canberra ramt op imod 24 gange af svære granater. De første træffere dræbte den ledende artilleriofficer, sårede Getting dødeligt og ødelagde begge kedelrum, hvorved strømmen forsvandt i hele skibet inden Canberra kunne nå at afskyde nogen af sine kanoner eller sende en advarsel til andre allierede skibe. Krydseren tabte farten, var i band, havde en slagside på 5-10 grader og kunne ikke bekæmpe ilden eller lænse vandet ud af de oversvømmede rum på grund af strømsvigtet. Da alle de japanske skibe lå på den styrbord side af Canberra skyldtes skaderne på skibets styrbord side enten granater, der traf lavt på bagbord side og fortsatte gennem skibet ud under vandlinjen i styrbord side eller fra at den blev ramt af en eller to torpedoer på styrbord side.:105  Hvis torpedoer ramte Canberra på styrbord side, kan de være kommet fra et allieret skib i nærheden, og på dette tidspunkt var den amerikanske destroyer Bagley det eneste skib på den side af den australske krydser, og den havde affyret torpedoer kort tid forinden.:185–205 
Da besætningen på Chicago så, at deres skib blev illumineret af lysblus og at Canberra foran dem pludselig skiftede kurs, blev de opmærksomme og vækkede kommandør Bode, som sov. Bode beordrede sine femtommers kanoner til at affyre lysgranater mod den japanske kolonne, men granaterne virkede ikke.:39  Klokken 1.47 ramte en torpedo, som formentlig kom fra Kako, stævnen på Chicago og sendte en chokbølge gennem skibet, som beskadigede styringen af hovedbatteriet. Endnu en torpedo ramte, men eksploderede ikke, og en granat ramte krydserens stormast og dræbte to besætningsmedlemmer. Chicago sejlede vestpå i 40 minutter,:213  og efterlod de transportskibe, som den havde til opgave at beskytte. Krydseren affyrede sine sekundære kanoner mod de bagerste skibe i den japanske kolonne, og kan have ramt Tenryū, men uden at afstedkomme store skader. Bode forsøgte ikke at udøve kontrol over de andre allierede skibe i den sydlige styrke, som han stadig teknisk set havde kommandoen over. Vigtigere var det, at Bode ikke gjorde forsøg på at advare de andre allierede skibe eller styrkerne i Guadalcanalområdet om at hans skib var på vej bort fra kampområdet.:105–6 
Samtidig indledte Patterson en artilleriduel med den japanske kolonne. Patterson blev ramt af en granat agter, der forårsagede nogen skader og dræbte 10 besætningsmedlemmer. Patterson fortsatte med at forfølge og beskyde de japanske skibe og kan have ramt Kinugasa og forårsaget moderate skader.:107  Patterson mistede herefter den japanske kolonne af syne da den sejlede nordøst langs den østlige side af Savo.:207  Bagley, hvis besætning fik øje på japanerne kort efter Patterson og Canberra, sejlede hele vejen rundt om sig selv inden den afskød sine torpedoer i retning af den japanske kolonne, som hurtigt fjernede sig. En eller to af dem kan have ramt Canberra. Bagley ikke nogen rolle i resten af slaget.:38–9  Yunagi udvekslede granater med Jarvis uden at nogen af dem ramte, inden den forlod kampområdet vestpå med den hensigt senere at sluttede sig til den japanske kolonne nord og vest for Savo.:199 
Klokken 1.44 havde Mikawas skibe kurs for de allieredes nordlige styrke, Tenryū og Yubari var adskilt fra resten af den japanske kolonne og fulgte en mere vestlig kurs. Furutaka fulgte efter Yubari og Tenryū enten på grund af styringsproblemer,:208  eller for at undgå en mulig kollision med Canberra, så den nordlige allierede styrke var på vej til at blive omringet og angrebet fra to sider.:107–8 

### Kampen nord for Savo
Da Mikawas skibe angreb de allieredes sydlige styrke, sov kaptajnerne på alle de tre krydsere i den nordlige styrke mens deres skibe stille sejlede af sted med 10 knob.:40–7  Selv om besætningsmedlemmer observerede signalblus og kanonild fra slaget syd for Savo eller modtog Pattersons advarsel om truende skibe, som var på vej ind i området, tog det nogen tid for besætningerne at gå fra forhøjet beredskab til klart skib.:217–21  Klokken 1.44 begyndte de japanske krydsere at afskyde torpedoer mod den nordlige styrke. Klokken 1.50 rettede de kraftige søgelys mod de tre nordlige krydsere og åbnede ild med deres kanoner.:107 
Besætningsmedlemmerne på broen af Astoria blæste klart skib efter at have observeret signalblus syd for Savo omkring kl. 1.49. Klokken 1.52 kort efter at de japanske søgelys var blevet tændt og granater begyndte at falde omkring skibet, fik ildlederen på Astoria øje på de japanske krydsere og åbnede ild. Astorias kaptajn vågnede op til et skib i kamp, og skyndte sig op på broen og beordrede skydningen indstillet af frygt for at skibet var i færd med at skyde på egne skibe. Da granater blev ved med at falde omkring skibet gav kaptajnen ordre til at genoptage skydningen mindre end et minut senere. Chōkai havde imidlertid fundet afstanden, og Astoria blev hurtigt ramt af talrige granater, hvorved den brød i brand.:41–4  Mellem kl. 2.00 og 02:15 sluttede Aoba, Kinugasa og Kako sig til Chōkai i beskydningen af Astoria, hvorved maskinrummet blev ødelagt så den brændende krydser mistede fremdriften. Kl. 2.16 skød en af Astoria’s stadig fungerende tunge kanoner efter søgelyset på Kinugasa. Den ramte ved siden af, men ramte i stedet Chōkai’s forreste kanontårn og ødelagde det, samtidig med at skibet fik moderate skader.:231 
Quincy havde også set lysblussene over de sydlige skibe, havde modtaget Pattersons advarsel og havde netop blæst klart skib da søgelysene fra de japanske skibe blev tændt. Quincys kaptajn gav ordre til at indlede skydningen, men kanonbesætningerne var ikke klar. I løbet af få minutter blev Quincy fanget i en krydsild mellem Aoba, Furutaka og Tenryū og blev truffet hård og sat i brand. Quincy’s kaptajn beordrede sin krydser til at angribe mod den østlige japanske kolonne, men da den drejede blev Quincy ramt af to torpedoer fra Tenryū, der forårsagede alvorlige skader. Det lykkedes Quincy at affyre nogle salver med den store kanoner, hvor af en dem ramte Chōkais kortrum 6 meter fra admiral Mikawa og dræbte eller sårede 36 mand, om end Mikawa selv ikke var i blandt dem. kl. 2.10 blev broen på Quincy ramt, og næsten alle på broen blev dræbt eller såret, heriblandt kaptajnen. Kl. 02.16 blev krydseren ramt af en torpedo fra Aoba og skibets resterende kanoner blev sat ud af spillet. Quincys assisterende artilleriofficer, som var blevet sendt op på broen for at bede om instrukser, fortalte om hvad han så:
| Citat | Da jeg nåede op på brodækket kunne jeg se, at det var et kaos af døde kroppe og kun tre eller fire personer kunne stadig stå. I selve styrehuset var den eneste der fortsat kunne stå signalmanden ved roret, som forgæves forsøgte at rette op på skibets drejning mod styrbord og dreje det mod bagbord. Da jeg spurgte ham, fik jeg at vide, at kaptajnen, som på daværende tidspunkt lå i nærheden af roret, havde instrueret ham om at sætte skibet på grund, og at han forsøgte at sætte kurs mod Savoøen, som lå omkring 6 km bort på bagbord side. Jeg gik ud i bagbord side af styrehuset og kiggede ud for at finde øen, og bemærkede at skibet havde slagside mod bagbord, og var ved at synke i stævnen. På det tidspunkt rettede kaptajnen sig op og fandt tilbage, tilsyneladende død, uden at have givet anden lyd fra sig end et suk. | Citat |
|       | |       |

Quincy sank med stævnen først kl. 2.38.:111–3 
I lighed med Quincy og Astoria opdagede Vincennes også lysblus mod syd og så rent faktisk også kanonskydning fra den sydlige kamp. kl. 1.50 da de amerikanske krydsere blev oplyst af japanske søgelys tøvede Vincennes med at åbne ild i den tro, at søgelysene kunne stamme fra egne skibe. Kort efter åbnede Kako ild mod Vincennes, som besvarede ilden kl. 1.53.:47  Da Vincennes begyndte at blive ramt beordrede skibets kaptajn kommandør Frederick L. Riefkohl farten sat op til 25 knob, men kort efter, klokken 1.55, ramte to torpedoer fra Chōkai skibet og forårsagede store skader. Kinugasa sluttede sig nu til Kako i beskydningen af Vincennes. Vincennes fik en træffer på Kinugasa som forårsagede moderat skade på styringen. Resten af de japanske skibe beskød og ramte også Vincennes op til 74 gange, og kl. 2.03 blev den ramt af en ny torpedo, denne gang fra Yubari. Da alle kedelrum var ødelagt mistede Vincennes al fremdrift. Den var i brand "overalt" og havde slagside. Kl. 2,16 beordrede Riefkohl besætningen til at forlade skibet, og Vincennes sank kl. 02:50.:225–8 
Under kampen havde de amerikanske destroyere Helm og Wilson besvær med at finde de japanske skibe. Begge destroyere beskød kortvarigt Mikawas krydsere, men forårsagede ingen skader og fik heller ikke selv skader.:114 
Kl. 2.16 ophørte den japanske beskydning mod den nordlige styrke da japanerne trak sig ud af skudafstand nord om Savo. Ralph Talbot stødte på Furutaka, Tenryū og Yubari da de passerede Savo. De japanske skibe fikserede den amerikanske destroyere med søgelys og ramte den med flere granater, der forårsagede store skader, men Ralph Talbot undslap ind i en regnbyge og de japanske skibe fortsatte deres sejlads.:50–1 

### Mikawas beslutning
Kl. 2.16 diskuterede Mikawa med sin stab om de skulle vende om og forsætte slaget med de resterende allierede skibe og forsøge at sænke de allierede transportskibe på de to ankerpladser. Flere faktorer havde betydning for hans endelige beslutning. Hans skibe var spredt og det vil tage tid for dem at omgruppere sig.:115  Hans skibe skulle nye torpedoer i deres torpedorør, en opgave som krævede meget arbejde og ville tage noget tid. Mikawa kendte i øvrigt ikke antallet og sammensætningen af de resterende allierede krigsskibe, og hans skibe havde allerede afskudt en stor del af deres ammunition.:201 
Vigtigere var det, at Mikawa ikke havde nogen beskyttelse i luften og regnede med at der var amerikanske hangarskibe i området. Mikawa var formentlig klar over, at den japanske flåde ikke havde flere tunge krydsere under bygning, og således ikke kunne erstatte nogen, som han kunne gå hen og miste den følgende dag, hvis han blev ved Guadalcanal.:362  Han vidste ikke, at de amerikanske hangarskibe havde trukket sig tilbage fra kampområdet, og ikke udgjorde en trussel den følgende dag. Selv om flere i Mikawas stab talte for et angreb mod de allierede transportskibe, var den generelle holdning, at man skulle trække sig ud af kampområdet.:237–9  Mikawa gav derfor kl. 2.20 sine skibe ordre til at trække sig tilbage.:53 

## Efterspil
Klokken 4 om morgenen den 9. august løb Patterson op på siden af Canberra for at bistå krydseren i at slukke brandene. Kl. 5 lod det til at brandene var næsten under kontrol, men Turner, som på dette tidspunkt ville trække de allierede skibe tilbage kl. 6.30 beordrede at skibet skulle sænkes, hvis det ikke kunne ledsage flåden. Efter at de overlevende havde forladt skibet blev det sænket af destroyerne USS Selfridge og Ellet med torpedoer og granater.:117–8 
Senere om morgenen den 9. august meddelte general Vandegrift admiral Turner, at han havde behov for at få losset flere forsyninger fra transportskibene inden de blev trukket tilbage. Turner udskød derfor tilbagetrækningen af sine skibe til midt på eftermiddagen. I mellemtiden forsøgte besætningen på Astoria at redde deres synkende skib. Brandene på Astoria kom imidlertid helt ud af kontrol, og skibet sank kl. 12.15.:57–9 
Om morgenen den 9. august advarede en australsk kystobservatør på Bougainville over radioen mod et japansk luftangreb, som var på vej fra Rabaul. De allierede transportbesætninger stoppede losningen et stykke tid, men blev forundrede over, at luftangrebet ikke blev til noget. De allierede styrker opdagede først efter krigen, at dette japanske luftangreb havde ramt Jarvis syd for, og havde sænket det med hele besætningen. De allierede transportskibe og krigsskibe forlod alle området ved Guadalcanal da natten faldt på den 9. august.:250–3 
Sent på aftenen den 9. august lod Mikawa på Chōkai de fire krydsere fra krydserdivision 6 sejle tilbage til deres base i Kavieng. Kl. 8.10 den 10. august blev Kako torpederet og sænket af undervandsbåden USS S 44 110 km fra dens bestemmelsessted. De andre japanske krydsere samlede hele besætningen undtagen 71 op og fortsatte til Kavieng.:203 
I månederne efter slaget kom næsten alle allierede forsyninger og forstærkninger til Guadalcanal på transportskibe i små konvojer og fortrinsvis i dagtimerne, mens de blev dækket af allierede fly fra Ny Hebriderne og Henderson Field samt eventuelle ledige fly fra hangarskibe. I denne periode fik de allierede styrker på Guadalcanal kun lige tilstrækkelig ammunition og forsyninger til at kunne modstå de japanske forsøg på at generobre øerne.
Trods deres nederlag i dette slag vandt de allierede til sidst slaget om Guadalcanal, et vigtigt skridt hen mod den endelige sejr over Japan. Hvis Mikawa havde valgt at risikere sine skibe og angribe de allierede transportskibe om morgenen den 9. august, kunne han havde afsluttet slaget om Guadalcanal i starten, og forløbet af krigen i det sydlige Stillehav ville have været et andet. Selv om de allierede krigsskibe ved Guadalcanal den nat blev slået på flugt, lykkedes det dem at opfylde deres mission, hvilket var at beskytte de vigtige transportskibe. Mange af disse transportskibe blev brugt mange gange til at fragte vigtige forsyninger og forstærkninger til de allierede styrker på Guadalcanal i de følgende måneder. Mikawas beslutning om ikke at ødelægge de allierede transportskibe da han havde chancen skulle vise sig at være en vigtig strategisk fejltagelse for japanerne.:121 
Den amerikanske flåde gennemførte en formel undersøgelse – the Hepburn Investigation, og den mundede ud i en rapport om slaget. Kommissionen udspurgte de fleste af de overordnede allierede officerer, som deltog i slaget, i løbet af flere måneder fra december 1942.:122  Rapporten anbefalede, at der blev skredet ind over for en enkelt officer, kommandør Howard D. Bode. Rapporten undlod at anbefale tiltag overfor andre officere, herunder admiralerne Fletcher, Turner, McCain og Crutchley samt kommandør Riefkohl. Det lader ikke til at de fejltagelser de begik, og som bidrog til nederlaget, fik betydning for de senere karrierer for Turner, Crutchley og McCain. Riefkohl fik til gengæld aldrig kommando over et skib igen. Da kommandør Bode fik at vide at rapporten ville være særlig kritisk overfor hans handlinger, skød han sig i sit kvarter i Balboa i Panama Canal Zone den 19. april 1943. Han døde den følgende dag. Crutchley fik tildelt Legion of Merit (Chief Commander) i september 1944.
Admiral Yamamoto sendte et lykønskningstelegram til Mikawa i anledning af sejren, hvor han skrev: "Sætter pris på den modige og hårde indsat som alle mand i Deres organisation har udøvet. Jeg forventer flere bedrifter fra Dem og at de gør alt for at støtte den kejserlige hærs styrker, som nu er indsat i en desperat kamp." Senere, da det blev kendt, at Mikawa havde forpasset en mulighed for at ødelægge de allierede transportskibe, blev han udsat for intens kritik fra sine kammerater.:267  Admiral Turner gav senere sin vurdering af hvorfor hans styrker blev så grundigt besejret i slaget:
| Citat | Den amerikanske flåde var stadig opfyldt af en fornemmelse af at være fjenden teknisk og mentalt overlegen. På trods af rigelige beviser på fjendens evner, foragtede de fleste af vore officerer og matroser fjenden og følte sig sikre sejrherrer i kampe under alle omstændigheder. Nettoresultatet heraf var en fatal åndelig sløvhed, som indgød tiltro uden beredskab, og en rutinemæssig accept af forældede fredstidsnormer for adfærd. Jeg tror, at denne psykologiske faktor var af større betydning for vort nederlag end overraskelsesmomentet.:123 | Citat |
|       | |       |

Historikeren Richard B. Frank tilføjer, at "Denne sindets sløvhed ville ikke forsvinde helt inden flere alvorlige slag mod den amerikanske flådes stolthed ved Guadalcanal, men efter Savo samlede De forenede Stater sig op fra dørken og forberedte sig på den mest indædte kamp i dets historie.":123 

## Eksterne kilder
- Bates, Richard W. (1950). "The Battle of Savo Island, August 9, 1942. Strategical and Tactical Analysis. Part I" (PDF). Naval War College. Hentet 2006-08-11.
- Cagney, James (2005). "Interactive Animation of The Battle of Savo Island, August 9, 1942". HistoryAnimated.com. Arkiveret fra originalen (javascript) 3. maj 2006. Hentet 2006-05-17.
- Horan, Mark. "First Battle of Savo Island". Order of Battle. Hentet 2006-05-17.
- Lanzendörfer, Tim. "Opening Salvos: The Battle of Savo Island, August 9, 1942". The Pacific War: The U.S. Navy. Hentet 2006-05-17.
- Office of Naval Intelligence (1943). "The Battle of Savo Island August 9, 1942". Combat Narrative. Publications Branch, Office of Naval Intelligence, United States Navy. Hentet 2006-05-17.

## Yderligere læsning
- Custer, Joe James (1944). Through the Perilous Night: The Astoria's Last Battle. The Macmillan Company. ISBN B0007DXLUG (ASIN). {{cite book}}: Tjek |isbn=: invalid character (hjælp)
- D'Albas, Andrieu (1965). Death of a Navy: Japanese Naval Action in World War II. Devin-Adair Pub. ISBN 0-8159-5302-X.
- Domagalski, John J. (2010). Lost at Guadalcanal: The Final Battles of the Astoria and Chicago as Described by Survivors and in Official Reports. McFarland. ISBN 978-0786458974.
- Hammel, Eric (1999). Carrier Clash: The Invasion of Guadalcanal & The Battle of the Eastern Solomons August 1942. St. Paul, MN, USA: Zenith Press. ISBN 0-7603-2052-7.
- Hornfischer, James D. (2011). Neptune's Inferno: The U.S. Navy at Guadalcanal. New York: Bantam Books. ISBN 978-0-553-80670-0.
- Kilpatrick, C. W. (1987). Naval Night Battles of the Solomons. Exposition Press. ISBN 0-682-40333-4.
- Lacroix, Eric; Linton Wells (1997). Japanese Cruisers of the Pacific War. Naval Institute Press. ISBN 0-87021-311-3.
- Ōmae, Toshikazu; David C. Evans (Editor) (1986 (2nd Edition)). "The Battle of Savo Island". The Japanese Navy in World War II: In the Words of Former Japanese Naval Officers. Annapolis, Maryland: Naval Institute Press. ISBN 0-87021-316-4. {{cite book}}: |author2= har et generisk navn (hjælp); Tjek datoværdier i: |year= (hjælp)
- Warner, Denis Ashton; Peggy Warner & Sadao Senoo (1992). Disaster in the Pacific: New Light on the Battle of Savo Island. Naval Institute Press. ISBN 0-87021-256-7.